# Східний Рарон
Східний Рарон (нім. Bezirk Östlich Raron) — напівокруг у Швейцарії в кантоні Вале. Разом із напівокругом Західний Рарон має спільний ідентифікаційний код 2309. 
Адміністративний центр — Морель-Філет.

## Громади
У таблиці наведено список громад округу станом на 2022 рік, населення та площа станом на 2019 рік.

| Українська назва | Оригінальна назва | Код BFS | Населення | Площа |
| ---------------- | ----------------- | ------- | --------- | ----- |
| Беттмеральп      | Bettmeralp        | 6205    | 450       | 28,8  |
| Бістер           | Bister            | 6172    | 33        | 5,8   |
| Біч              | Bitsch            | 6173    | 1002      | 5,8   |
| Гренгйольс       | Grengiols         | 6177    | 425       | 58,5  |
| Морель-Філет     | Mörel-Filet       | 6203    | 695       | 8,6   |
| Рідеральп        | Riederalp         | 6181    | 441       | 19,1  |